# 藤井寺市立藤井寺小学校
藤井寺市立藤井寺小学校（ふじいでらしりつふじいでらしょうがっこう）は、大阪府藤井寺市にある公立小学校。

## 沿革
明治時代初期の1873年6月6日、として当時の志紀郡小山村（1915年南河内郡藤井寺村に編入）に設置された河州第二十七番小学校を起源とする。
- 1873年6月6日 - 河州第二十七番小学校として創立。
- 1880年6月 - 志紀郡小山尋常小学校と称する。
- 1896年 - 郡の合併により南河内郡小山尋常小学校と称する。
- 1928年 - 南河内郡昭和尋常小学校に改称。
- 1936年 - 南河内郡藤井寺尋常高等小学校に改称。
- 1941年 - 南河内郡藤井寺国民学校に改称。
- 1947年 - 学制改革により藤井寺町立小学校に改称。
- 1959年 - 町村合併により藤井寺道明寺町立藤井寺小学校に改称。
- 1960年 - 町名改称により美陵町立藤井寺小学校に改称。
- 1966年 - 市制施行により藤井寺市立藤井寺小学校に改称。

## 出身者
- 中土居宏宜 - 歌手
- 佐々木幹郎 - 詩人
- 長谷川義史 - 作家